# Fagopyrum
Fagopyrum és un gènere de plantes angiospermes de la família de les poligonàcies (Polygonaceae). Són plantes natives del sud d'Asia, des del Pakistan fins a la Xina, i del centre d'Àfrica.
Tenen similars usos, i són considerats com a pseudocereals, això és, són usats de la mateixa manera que els cereals però no pertanyen a la família de les poàcies.

## Taxonomia
Aquest gènere va ser publicat per primer cop l'any 1754 al primer volum de la quarta edició de l'obra The Gardeners Dictionary del botànic escocès Philip Miller (1691-1771).

### Espècies
Dins del gènere Fagopyrum es reconeixen les 30 espècies següents:
- Fagopyrum callianthum Ohnishi
- Fagopyrum capillatum Ohnishi
- Fagopyrum caudatum (Sam.) A.J.Li
- Fagopyrum crispatifolium J.L.Liu
- Fagopyrum cymosum (Trevir.) Meisn.
- Fagopyrum densivillosum J.L.Liu
- Fagopyrum esculentum Moench
- Fagopyrum gilesii (Hemsl.) Hedberg
- Fagopyrum gracilipedoides Ohsako & Ohnishi
- Fagopyrum gracilipes (Hemsl.) Dammer
- Fagopyrum homotropicum Ohnishi
- Fagopyrum jinshaense Ohsako & Ohnishi
- Fagopyrum kashmirianum Munshi
- Fagopyrum leptopodum (Diels) Hedberg
- Fagopyrum lineare (Sam.) Haraldson
- Fagopyrum longistylum M.L.Zhou & T.Yu
- Fagopyrum longzhoushanense J.R.Shao
- Fagopyrum luojishanense J.R.Shao
- Fagopyrum macrocarpum Ohsako & Ohnishi
- Fagopyrum pleioramosum Ohnishi
- Fagopyrum pugense T.Yu
- Fagopyrum qiangcai D.Q.Bai
- Fagopyrum rubrifolium Ohsako & Ohnishi
- Fagopyrum snowdenii (Hutch. & Dandy) S.P.Hong
- Fagopyrum statice (H.Lév.) Gross
- Fagopyrum tataricum (L.) Gaertn.
- Fagopyrum tibeticum (A.J.Li) Adr.Sanchez & Jan.M.Burke
- Fagopyrum urophyllum (Bureau & Franch.) Gross
- Fagopyrum wenchuanense J.R.Shao
- Fagopyrum zuogongense Q.F.Chen